# Gercüş (district)
Gercüş (Aramees: ܟܦܪ ܓܘ̈ܙܐ, Kfar Gawze) is een district in de provincie Batman, Turkije, met een bevolking van 25.549 inwoners volgens de volkstelling van 2007. Het administratieve centrum van het district is de gelijknamige stad Gercüş. Het district heeft een oppervlakte van 826,0 km².
Tot 1990 maakte het district Gercüş deel uit van de provincie Mardin, maar werd het bij de herindeling van dat jaar een district van de nieuw gevormde provincie Batman.
De Bevolkingsomvang van het district is weergegeven in onderstaande tabel.
| 1997   | 2000   | 2007   |
| ------ | ------ | ------ |
| 29.938 | 31.994 | 25.549 |